# Chlorocebus sabaeus
Il cercopiteco gialloverde (Chlorocebus sabaeus (Linnaeus, 1766)) è un primate della famiglia Cercopithecidae.

## Descrizione

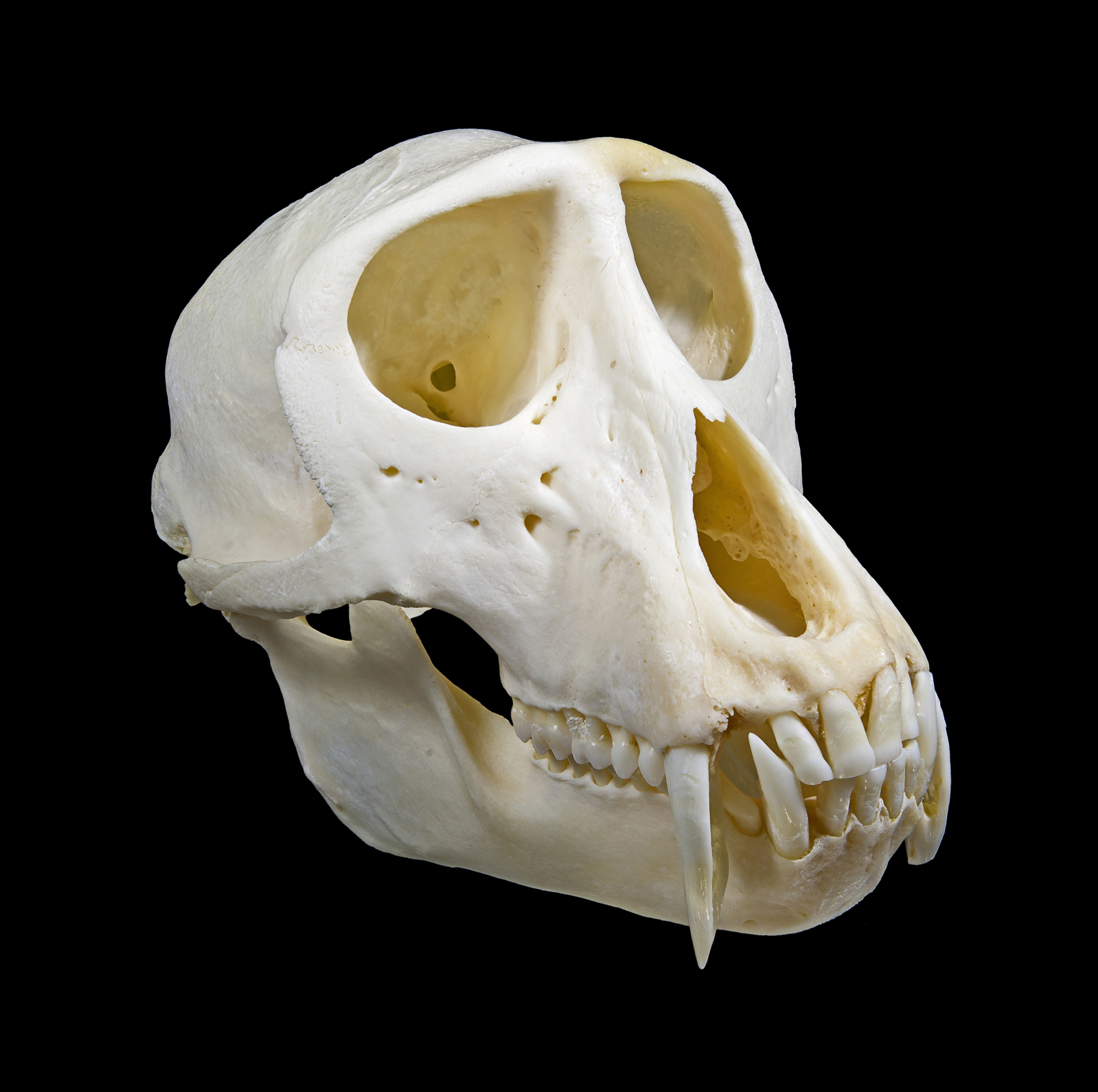
Cranio di maschio

La lunghezza del corpo varia tra 40 e 60 cm, quella della coda può arrivare a 70 cm; il peso è tra 4 e 6 kg, con i maschi nettamente più grandi delle femmine. La punta della coda, il lato posteriore delle cosce e il pelo sulle guance sono giallo oro. I maschi, come nelle altre specie del genere, presentano una caratteristica colorazione bluastra dello scroto che contrasta con il colore rosso vivo del pene. Sulla fronte manca la striscia bianca caratteristica delle altre specie del genere Chlorocebus.

## Biologia
L'attività è diurna. Vive al suolo, oltre che sugli alberi, più frequentemente delle specie congeneri. Forma gruppi numerosi costituiti da alcuni maschi, molte femmine e piccoli, che possono arrivare a 80 individui. All'interno dei gruppi viene rispettata una rigida gerarchia sia nell'accesso al cibo sia nelle attività di grooming.
La dieta è varia e comprende molta frutta, altri vegetali e piccoli animali. Una popolazione in Senegal si è adattata a nutrirsi anche di granchi.
La femmina dopo una gestazione di circa 160 giorni dà alla luce un solo piccolo, che raggiunge la maturità sessuale tra 4 e 5 anni.

## Distribuzione e habitat
L'areale di questa specie si estende nell'Africa occidentale dal Senegal al fiume Volta. L'uomo lo ha introdotto in alcune isole dei Caraibi.

## Sistematica
Una volta tutti gli appartenenti al genere Chlorocebus erano raggruppati in un'unica specie, detta Chlorocebus aethiops. La suddivisione del genere in sei specie, qui adottata, non è universalmente accettata. Alcuni autori (e anche la IUCN) includono inoltre quest'unica specie nel genere Cercopithecus.